# ابن قسیم حموی
مُسلم بن خَضِر تَنّوخی معروف به ابن قُسَیم حُمَوی ( ۱۰۹۹ - ۱۱۴۴م) شاعر عربی شامی در نیمهٔ اول سدهٔ ششم هجری بود. 